# Oswald-von-Nell-Breuning-Preis
Der Oswald-von-Nell-Breuning-Preis der Stadt Trier wird seit 2003 alle zwei Jahre verliehen und ist dem Jesuitenpater und Sozialwissenschaftler Oswald von Nell-Breuning (1890–1991) gewidmet. Der in Trier geborene Nell-Breuning war 1931 maßgeblich an der Sozialenzyklika Quadragesimo anno von Papst Pius XI. beteiligt und gilt als Nestor der katholischen Soziallehre. 1981 erhielt er die Ehrenbürgerwürde seiner Heimatstadt.
Der Oswald-von-Nell-Breuning-Preis dient, so das Statut, der Erinnerung an das Lebenswerk des Gelehrten und „gleichzeitig mit einer inhaltlichen Auseinandersetzung der Weitergabe seines Vermächtnisses“. In diesem Sinn werden sozialwissenschaftliche Arbeiten, die Arbeit einer Organisation oder Einrichtung sowie beispielhafte soziale Werke oder das Lebenswerk einer Person gewürdigt. Der Preis ist mit 10.000 Euro dotiert. Die Jury setzt sich zusammen aus dem Trierer Oberbürgermeister, den Vorsitzenden der Stadtratsfraktionen mit einer gemeinsamen Stimme, je einem Vertreter der theologischen und der sozialwissenschaftlichen Fakultät der Universität Trier sowie einem Vertreter der Philosophisch-Theologischen Hochschule Sankt Georgen in Frankfurt am Main, an der Nell-Breuning jahrzehntelang gelehrt und geforscht hatte.
Die Preisverleihung findet jeweils in der Promotionsaula des Bischöflichen Priesterseminars Trier statt. In diesem Saal legten Nell-Breuning und Karl Marx ihre Abiturprüfung ab.

## Liste der Preisträger
- 2003: Paul Kirchhof
- 2005: Helmut Schmidt
- 2007: Cor Unum
- 2009: Hans-Jochen und Bernhard Vogel
- 2011: Norbert Blüm
- 2013: Transfair e.V.
- 2015: Heiner Geißler
- 2017: Franz Müntefering
- 2019: Heinrich Bedford-Strohm
- 2021: keine Vergabe
- 2023: Sozialdienst katholischer Frauen